# Pegi (akcesoria rowerowe)
Pegi – element w kształcie rurki wykonany ze stali, aluminium lub tworzyw sztucznych służący do wykonywania akrobacji rowerowych polegających na ślizganiu się po różnych powierzchniach np. po murkach, poręczach. Można także spotkać pegi wykonane z tytanu. Pegi mocowane są do osi piasty, zarówno tylnej lub przedniej. Mają około 10 centymetrów długości i są dociskane nakrętkami do haków widelca (z przodu) lub ramy (z tyłu).
Montowane są głównie w rowerach typu BMX, ale też w specjalnych, większych rowerach typu MTB przeznaczonych do streetu lub MTB stuntu (najczęściej w pobliżu tylnego haku poziomego i na osi piasty z przodu).
Oś roweru musi być przedłużona, by wytrzymała obciążenia, na jakie narażają ją pegi.

## Rodzaje
Pegi te dzielą się na:
- tylne – rilks
- przednie – prinks
- uniwersalne – twintips

W zależności od stylu jazdy (street, park, vert, flatland) ich konstrukcja nieznacznie się różni – pegi do streetu, vertu i parku mają nieco mniejszą średnicę i nie są zbytnio perforowane. Perforowanie jest zbędne, gdyż przy grind’ach (wskakiwanie na pegi i „ślizganie się” na nich po rurce, murku) wymagane są jak najmniejsze opory tarcia.
Pegi do flatlandu są o wiele grubsze, a różnego rodzaju prążki, piaskowanie itp. mają za zadanie zwiększyć przyczepność buta podczas wykonywania akrobacji.

## Budowa
Istnieje duże zróżnicowanie w rodzaju i sposobie wykorzystania w produkcji peg stopów metali. Pegi mogą być zrobione ze stali, są wtedy mocne i nieco cięższe. Stosowane są też połączenia różnych stopów, np. stalowy rdzeń pokryty aluminium, aluminiowy rdzeń pokryty stalą chromo-molibdenową (Cr-Mo), lub też samo aluminium, albo nawet tytan.